# Basen Gwinejski

Baseny oceaniczne Atlantyku

Basen Gwinejski – część Oceanu Atlantyckiego, basen oceaniczny położony w jego południowo-wschodniej części, u wybrzeży Gwinei, ograniczony Grzbietem Południowoatlantyckim, Grzbietem Śródatlantyckim i Wyniesieniem Gwinejskim. Maksymalna głębokość 5414 m.